# You Never Give Me Your Money
You Never Give Me Your Money è un brano dei Beatles, scritto soprattutto da Paul McCartney ma accreditato, per convenzione, alla coppia Lennon-McCartney. Compare nell'LP Abbey Road, ed è posta all'inizio del long medley, che caratterizza la seconda facciata dell'album.

## Descrizione

### Composizione e struttura
La canzone è formata, come Happiness Is a Warm Gun, in diverse sezioni, in questo caso cinque più la coda: il segmento d'apertura introdotto da accordi di piano a cui seguono le prime strofe, una seconda parte (“Out of college…”) in stile boogie-woogie, un terzo passaggio (“But oh that magic feeling…”) che riprende la forma di ballata e vede protagonista la chitarra di George Harrison, un quarto frammento strumentale e la frazione finale (“One sweet dream…”) che si conclude con ripetuti arpeggi di chitarra.
La prima parte trae spunto dai problemi riguardanti il management dei Beatles all'inizio del 1969. Paul McCartney, autore del brano, spingeva per Lee Eastman, il padre di sua moglie Linda. Gli altri tre Beatles pressavano per Allen Klein, un tempo manager dei Rolling Stones, sostenendo che Eastman avrebbe favorito McCartney rispetto agli altri. La seconda è invece uno sguardo ai primi anni dei Beatles, e fu scritta in un viaggio a New York, in compagnia della moglie. La coda invece presenta degli effetti sonori, assemblati da McCartney per collegarla alla successiva Sun King, e il coro One, two, three, four, five, six, seven... All good children go to Heaven, preso da una canzoncina per bambini. La stessa scritta venne trovata a Bel Air, scritta dai seguaci di Charles Manson. Essendo le due strofe uno dei titoli candidati per l'LP che poi sarebbe diventato Abbey Road, qualcuno ha pensato che era una prova di un incontro tra i Beatles e Manson, e che le accuse di quest'ultimo contro la band non fossero infondate.
John Lennon l'ha definita come una delle tante non - canzoni che compongono il long medley.

### Registrazione
La registrazione iniziò il 6 maggio 1969 nello Studio 1 degli Olympic Sound Studios di Londra. Lì vennero registrati 36 nastri della base ritmica di pianoforte, batteria, chitarra ritmica e chitarra solista; il brano non includeva ancora la coda del brano.
La lavorazione continuò quasi due mesi dopo, il primo luglio, sul nastro trenta, considerato il migliore, nello Studio 2 degli Abbey Road Studios. Su di esso vi venne sovraincisa la voce di McCartney; dieci giorni dopo egli sovraincise il basso. Il 15 luglio si sovraincisero nuovamente le voci, e le campane tubolari, suonate da McCartney. Il 31 luglio vennero sovraincisi nuovamente il basso ed il piano, mentre il 5 agosto McCartney si occupò degli effetti sonori per unire il brano a Sun King.
Il 30 luglio, copiano il nastro 30 su dei nastri, numerati dal 37 al 42. Si tentò quindi di unire il brano a Sun King, sovraincidendo nuovamente le voci e l'organo.

## Formazione
The Beatles
- Paul McCartney: voce, cori, pianoforte, basso elettrico, effetti sonori, campane tubolari
- John Lennon: cori, chitarra ritmica
- George Harrison: cori, chitarra solista
- Ringo Starr: batteria, tamburello[3][6][7]

## L'ossessione di Charles Manson per i Beatles
Il 25 novembre 1969, durante una perquisizione dello Spahn Movie Ranch che costituiva il rifugio del criminale Charles Manson e della sua "Famiglia", fu scoperto e asportato dalla polizia il pannello di un armadietto su cui si leggeva "1, 2, 3, 4, 5, 6, 7, all good children go to Heaven": i versi di chiusura di You Never Give Me Your Money.